# Vitrauphanie

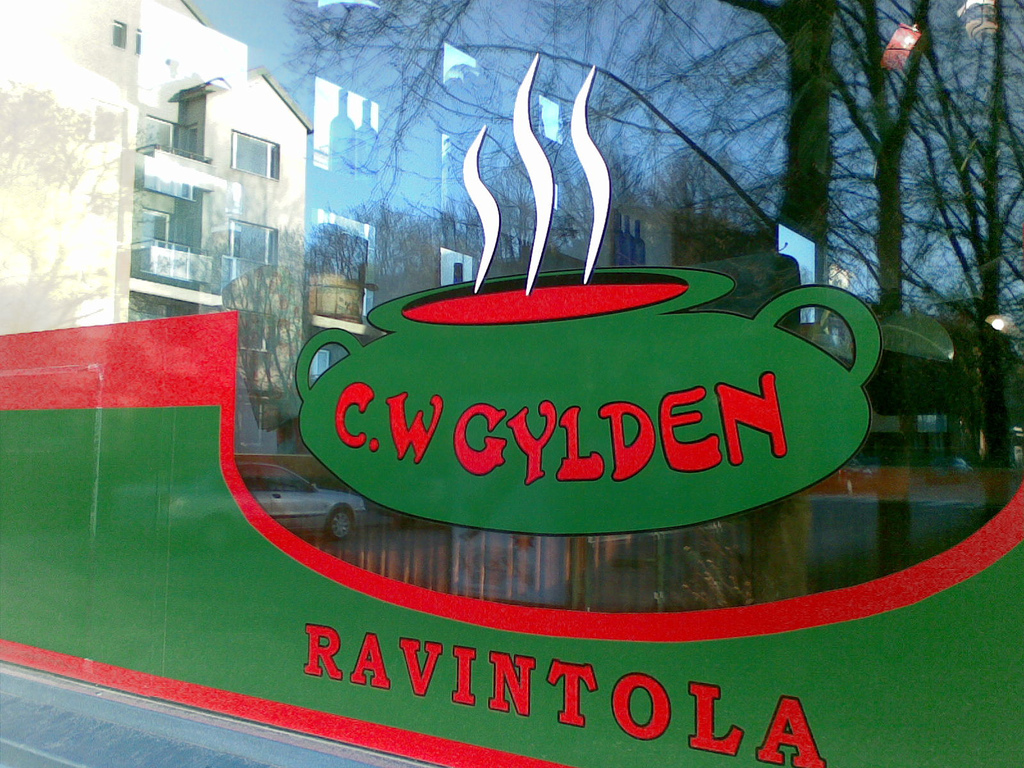
Vitrine d'un restaurant en Finlande.

Une vitrauphanie (on écrit aussi parfois vitrophanie, variante orthographique récente qui tend à remplacer l’orthographe originelle) est un autocollant destiné à être appliqué sur une vitre, une vitrine, et à être vu de l'extérieur. Le terme de vitrauphanie est un néologisme forgé au XIXe siècle avec vitre et la racine grecque phanos, « clair, lumineux, brillant ».

## Technique
La vitrauphanie est constituée d'un film support opaque ou transparent, imprimé, généralement en sérigraphie, mais aussi, de plus en plus, en impression numérique, sur la face visible. Il existe plusieurs types d'adhésifs, le monomère pour du temporaire et le polymère pour une installation longue durée. La face imprimée est ensuite recouverte éventuellement d'une lamination brillante ou mate anti-UV qui préserve l'impression numérique d'un ou deux ans supplémentaires. Pour poser la vitrauphanie, on enlève le papier protecteur et on applique la vitrauphanie sur la vitre à l'endroit voulu.
La vitrauphanie peut être lisible des deux côtés (de l'extérieur, à travers la vitre, ou de l'intérieur, directement). Dans ce cas le dos est imprimé. Si on veut garder des parties transparentes, il faut utiliser un support transparent, et donc imprimer entre les deux visuels recto et verso une couche (généralement blanche) isolante, de manière que la transparence ne nuise pas à la lecture.
Les premières vitrauphanies, pour lesquelles le terme semble avoir été inventé, en concurrence avec ceux de « diaphanie », « vitrologie », ou « chromo-transparence », étaient imprimées en chromolithographie. La diaphanie ou imitation diaphane consistait à appliquer un vernis qui rendait transparent le support. Dans la vitrologie, le motif était imprimé directement sur une pellicule gélatineuse. Ces divers procédés avaient pour but de réaliser des vitraux à peu de frais en collant ces vitrauphanies sur des vitres transparentes, sans avoir à démonter les fenêtres. D'autre part, les vitrauphanies permettaient l'impression sur des supports souples pouvant être appliqués sur tous types d'objets.

## Usages

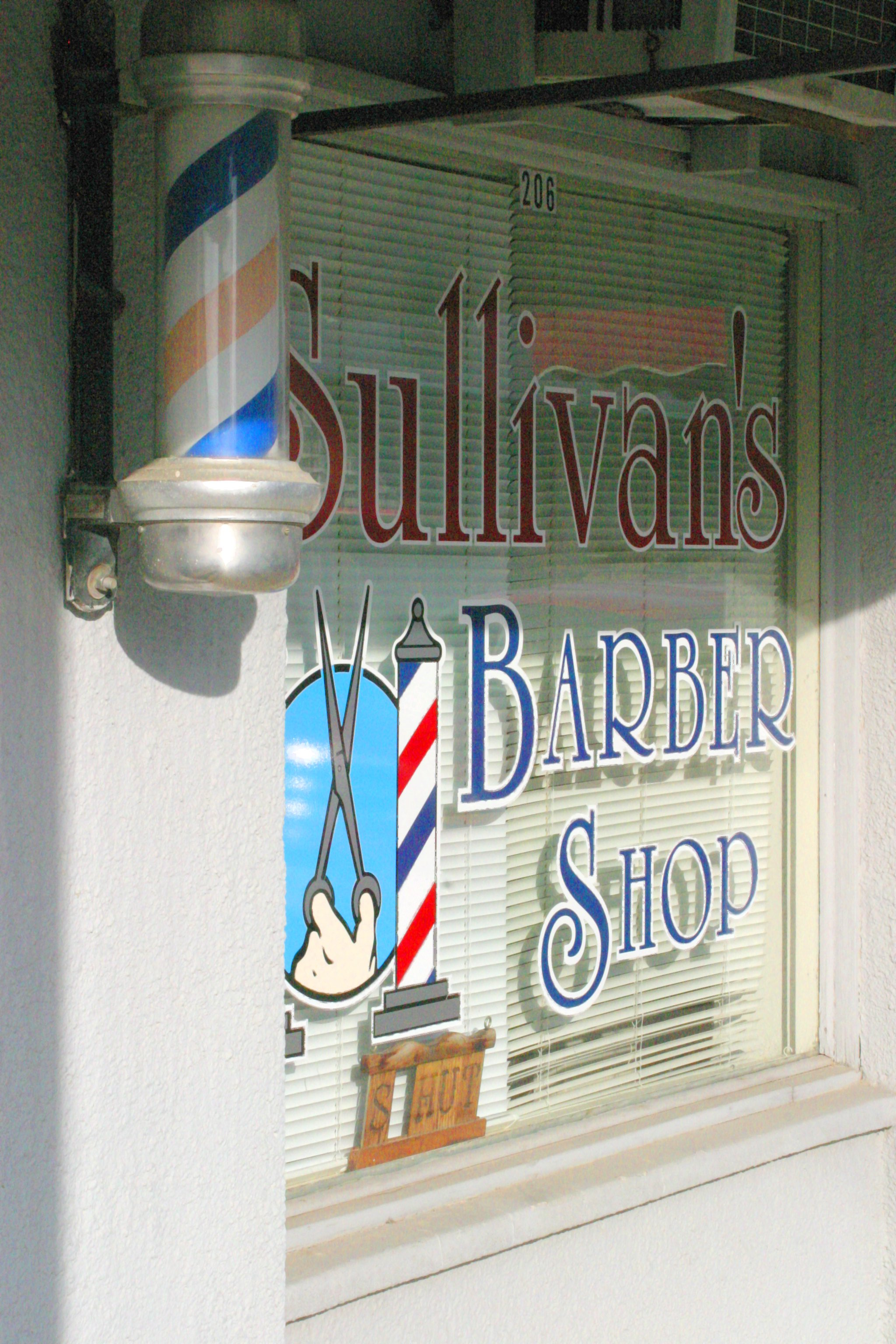
Barber shop, Arkansas

### Faux vitraux
L'usage initial de la vitrauphanie a donc été la réalisation de « faux vitraux ». De nombreux fabricants proposaient un grand nombre de modèles, qui furent surtout utilisés pour des appartements (des vestiges peuvent encore être vus sous forme, notamment, d'imitations de carreaux colorés) et relativement peu pour des églises. La maison Rosey faisait imprimer ses décors par Engelmann, l'inventeur de la chromolithographie, et par M. Levens, inventeur du procédé de la « diaphanie ». En 1857, on installa un vitrail « en chromo-transparence » dans une des chapelles de l'église Saint-Roch de Paris, qui fut retiré par l'administration municipale en 1861.

### Emballages
L'impression sur supports transparents et souples a permis, dès le XIXe siècle, d'imprimer des emballages, des contenants divers (boîtes de sardines).

### Signalétique, communication, PLV
La vitrauphanie est largement utilisée pour les décorations des vitrines lors des fêtes de fin d'année.
Il existe aujourd'hui des vitrauphanies de grands formats qui adhèrent par effet statique, sans adhésif, ce qui permet de les enlever et de les repositionner à volonté. 
Néanmoins le terme technique actuel de vitrauphanie (utilisé dans l'imprimerie) correspond à une impression sur vinyle transparent adhésif. 
L'impression est réalisée en miroir du côté opposé de la colle ainsi l'autocollant est collé à l'intérieur et se regarde à l'extérieur.
Son effet est donc légèrement translucide (puisque qu'imprimé nécessairement sur un vinyle transparent), mais peut devenir opaque grâce à l'application d'un blanc de soutien. Cet effet permet d'obtenir un contraste plus soutenu.
Il ne faut pas confondre cette technique avec le marquage adhésif ou le film de décoration qui sont tous deux collés, sur le support, à l'extérieur comme un autocollant classique.